# Altenmedingen
Altenmedingen település Németországban, azon belül Alsó-Szászország tartományban. Lakosainak száma 1465 fő (2023. december 31.). Altenmedingen Vastorf, Jelmstorf, Bienenbüttel és Bad Bevensen községekkel határos.

## Népesség
A település népességének változása:
| Lakosok száma | 1519 | 1489 | 1481 | 1437 | 1452 | 1465 |
|               | 2016 | 2017 | 2019 | 2021 | 2022 | 2023 |